# آزبرم
روستای زیبای ازبرم از شمال به رودخانه شمرود از شرق به روستای زیارتگاه از غرب به شهر سیاهکل و از جنوب به روستای دزدرود منتهی می شود.
این روستای دیدنی در ابتدای جاده سیاهکل به لاهیجان واقع شده است.
از لحاظ موقعیت جغرافیایی در ۴۹ درجه و۵۴ دقیقه طول شرقی و ۳۷درجه و۸ دقیقه عرض شمالی واقع است.

## جمعیت
این روستا در دهستان مالفجان قرار دارد و براساس سرشماری مرکز آمار ایران در سال ۱۳۸۵، جمعیت آن ۴۱۶ نفر (۱۳۱خانوار) بوده‌است.